# Кролевецька районна рада
Кролевецька районна рада — орган місцевого самоврядування Кролевецького району в Сумській області з центром у м. Кролевець.
У підпорядкуванні Кролевецької районної ради перебувають 1 міська рада та 21 сільська рада, які об'єднують 75 населених пунктів.

## Склад ради
До складу ради входять 34 депутати від 5 політичних партій:
- Політична партія «Воля народу» — 11 депутатів
- Блок Петра Порошенка «Солідарність» — 7 депутатів
- Всеукраїнське об'єднання "Батьківщина" — 7 депутатів
- Політична партія «Українське об'єднання патріотів — УКРОП» — 5 депутатів
- Радикальна партія Олега Ляшка — 4 депутати

## Керівництво
Голова Кролевецької районної ради — Авраменко Микола Вікторович